# B̯
Cette page contient des caractères spéciaux ou non latins. S’ils s’affichent mal (▯, ?, etc.), consultez la page d’aide Unicode.
B̯ (minuscule : b̯), appelé B brève inversée souscrite, est un graphème utilisé dans l’alphabet gungu. Il s'agit de la lettre B diacritée d'une brève inversée souscrite.

## Représentations informatiques
Le B brève inversée souscrite peut être représenté avec les caractères Unicode suivants :
- décomposé (latin de base, diacritiques) :

| formes    | représentations | chaînes de caractères | points de code | descriptions                                                   |
| --------- | --------------- | --------------------- | -------------- | -------------------------------------------------------------- |
| capitale  | B̯               | B◌̯                    | U+0042 U+032F  | lettre majuscule latine b diacritique brève inversée souscrite |
| minuscule | b̯               | b◌̯                    | U+0062 U+032F  | lettre minuscule latine b diacritique brève inversée soucrite  |